# Brachyopa pivanica
Brachyopa pivanica är en tvåvingeart som beskrevs av Mutin 1984. Brachyopa pivanica ingår i släktet savblomflugor, och familjen blomflugor. Inga underarter finns listade i Catalogue of Life.